# 6817 Pest
6817 Pest este un asteroid din centura principală, descoperit pe 20 ianuarie 1982, de Antonín Mrkos.